# Франсіс Пуленк
Франсіс-Жан-Марсель Пуленк (фр. Francis Jean Marcel Poulenc; 7 січня 1899, Париж, Франція — 30 січня 1963, там же) — французький композитор, піаніст, критик, учасник групи французької шістки.

## Життєвий і творчий шлях
Народився у глибоко релігійній патріархальній сім'ї. З п'яти років починає навчатися гри на фортепіано: спочатку під орудою матері, потім — у племінниці Сезара Франка Буте де Монвель. З п'ятнадцяти років вчиться у класі фортепіано Р. Віньєса, а дещо пізніше — у класі композиції та поліфонії Ш. Кеклена. У ранні роки захоплювався творчістю Шабріє, Дебюссі, Равеля. Великий вплив на нього мала музика Стравінського.
11 грудня 1917 року відбулася прем'єра «Негритянської рапсодії» Пуленка для струнного квартету, флейти, кларнета і баритона, що зробила ім'я композитора відомим. З 1920-го входив до «Французької шістки», що перебували під певним впливом Е. Саті й обстоювали національну специфіку музичної мови проти іноземних впливів. У 20-х роках Пуленк здебільшого працював у жанрі вокальної та інструментальної мініатюри. Перший великий твір — балет «Лані», був написаний Пуленком у 1923 році на замовлення Сергія Дягілева. Починаючи з 1933 року багато виступав як акомпаніатор разом зі співаком П'єром Бернаком, першим виконавцем багатьох вокальних творів Пуленка. Наприкінці 1930-х років Пуленк приєднався до Народної музичної федерації, а в роки окупації взяв участь у Русі Опору.
Творчість Пуленка охоплює широке коло жанрів. Ранній творчості властиві переважно «легкі» концертні твори, він нерідко користувався джазовими ритмами, знаходив незвичайні інструментальні барви. Такими є відомі цикли фортепіанних п'єс Пуленка — «Вічні рухи», «Сюїта», «Експромти», «Прогулянки», а також соната для кларнета й фагота, соната для фортепіано на 4 руки та інші. У цих п'єсах відбилося блискуче володіння Пуленка фортепіано.
Пуленк багато писав на тексти сучасних йому поетів (Кокто, Елюар, Араґон, Аполлінер, Ануй), та на тексти поета XVI ст. П'єра де Ронсара. Вокальні цикли «Вірші Ронсара» (Poèmes de Ronsard, 1924—1925) і «Галантні свята» (Fêtes galantes, 1943) — у числі найвиконуваніших творів, композитора. Пуленк був чудовим концертмейстером. Вокальним творам Пуленка властива мелодійність. Спираючись на традиції французької народної пісенності, розвивав також принципи музичного інтонування Клода Дебюссі й вокальної декламаційності М. П. Мусоргського. Залишаючись переважно в рамках тональної системи, Пуленк використав ускладнені гармонічні засоби (багатотерцієві структури, елементи політональності).
У зрілій творчості Пуленка присутня велика кількість творів великої форми, зокрема опери: «Груди Тирезія», (1944), трагічна «Діалоги кармеліток» (1957), а також лірико-психологічна моноопера «Людський голос» (1959).

## Особисте життя
У 1920-х Пуленк розпочав свій перший серйозний роман — з художником Рішаром Шанлером, якому надіслав копію партитури «Concert champêtre» з підписом:
|  | Ти змінив моє життя, ти — сонце моїх тридцяти років, причина жити та працювати. |

Поки тривав цей роман, Пуленк запропонував руки і серця своїй подрузі Раймонді Лінусьє. Оскільки вона не лише добре знала про його гомосексуальність, але й мала романтичні стосунки з іншими людьми, вона відмовила йому, і їхні стосунки стали напруженими. Він пережив перший із багатьох періодів депресії, що вплинуло на його здатність складати пісні, і був спустошений у січні 1930 року, коли Лінусьє раптово померла у віці 32 років. Після її смерті він написав: «Вся моя молодість відходить разом з нею, вся та частина мого життя, яка належала лише їй. Я ридаю… Тепер я на двадцять років старший». Його роман із Шанлером скінчився в 1931 році, хоча вони залишалися друзями на все життя.
У 1930-х роках Пуленк мав стосунки з шофером Раймондом Дестушем; як і з Шанлером раніше, те, що починалося як пристрасний роман, перетворилося на глибоку та тривалу дружбу. Дестуш, який одружився в 1950-х роках, залишався близьким до Пуленка до кінця життя композитора.
За нацистської окупації він перебував у вразливому становищі, будучи відомим гомосексуалом, але у своїй музиці він проявляв жести непокори окупантам. На початку 1950-х років Пуленк розпочав роман з комівояжером Люсьєном Рубером.

## Список творів
для солістів, хору й оркестру
- кантата Засуха (Scheresses, на вірші Е. Джеймса, 1937),
- Stabat Mater (1950),
- Gloria (1959),
- Sept Ropons des tonobres (для сопрано (дитячий голос), дитячого й чоловічого хорів, 1961);

для оркестру
- симфонієта (1947), сюїти й ін.;

концерти для інструментів з оркестром
- сільський концерт для клавесина (Concert champatre, з малим оркестром, 1928, присвячений В. Ландовській),
- для органа, струнного оркестра і литавр (1938),
- для 2 фортепіано (1932),
- для фортепіано (1949);

для фортепіано
- вічні рухи (Mouvements perpetuels, 1918),
- 5 інтермецо (1920–21),
- Прогулянки (Promenades, 1924),
- французька сюїта (Suite française, 1935; використано теми зі збірника танців композитора XVI ст. К. Жервеза),
- 8 ноктюрнів (1929–38),
- 15 імпровізацій (1932–59) та ін.;

камерні інструментальні ансамблі;
- у т.ч. Сонати для кларнета, гобоя, флейти і фортепіано.

|
хори з інструментальним супроводом
- літанії до Чорної Богоматері (Litanies à la Vierge noire , для жіночого або дитячого хору та органа або струнного оркестру, 1936);

хори a cappella
- 7 хорів на вірші Ґ. Аполлінера i П. Елюара (1936), Меса G-dur (1937),
- кантата "Образ людини" (Figure humaine, на вірші П. Елюара, для подвійного змішаного хору, 1943),
- 8 французьких пісень на стародавні народні тексти (Huit chansons fransaises, 1945);

для голосу з оркестром-
- світська кантата "Бал-маскарад" (Le bal masqué, на текст M. Жакоба, для баритона або сопрано і камерного оркестру, 1932),
- селянські пісні (Chancons villageoises, на вірші М. Фомбера, 1942);

для голосу з інструментальним ансамблем
- Негритянська рапсодія (Rhapsodie negre, для баритона, 1917),
- Бестіарій (6 пісень на вірші Ґ. Аполлінера, 1919),
- Кокарди (3 пісні на вірші Ж. Кокто, для тенора, 1919);

для голосу з фортепіано
романси на вірші П. Елюара, Ґ. Аполлінера, Ф. Ґарсії-Лорки, М. Жакоба, Л. Араґона, Р. Десноса; 
музика для драматичного театру, кіно та ін.
}}